# Leo Motzkin

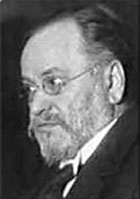
Leo Motzkin

Aryeh Jehuda Leo Motzkin (auch: Mozkin; * 6. Dezember 1867 in Browary nahe Kiew, Russisches Kaiserreich; † 7. November 1933 in Paris) war ein zionistischer Politiker und ein Vorkämpfer des modernen Minderheitenrechts. Er war einer der liberalsten Denker des Zionismus.

## Leben
Leo Motzkin wurde in einem traditionellen jüdischen Elternhaus groß und musste in seiner Kindheit den Pogrom in Kiew im Jahr 1881 hautnah miterleben. Er studierte in Berlin und gehörte dort 1887 zu den Gründern der Russisch-jüdischen Wissenschaftsgesellschaft (auch: Russisch-jüdischer wissenschaftlicher Verein). Diesem Verein gehörten vor allem russische und galizische Studenten an, die der Chibbat-Zion-Bewegung nahestanden und später häufig führende Rollen in der zionistischen Agitation einnahmen (z. B. Fabius Schach, Schemarjahu Levin, Nachman Syrkin und viele andere). Chaim Weizmann, der dem Verein während seiner Zeit in Deutschland selbst angehört hatte, bezeichnete den Verein später als Wiege der zionistischen Bewegung.
Nach Beendigung seines Mathematikstudiums widmete sich Leo Motzkin mit ganzer Kraft der Weiterentwicklung der zionistischen Sache. Er war Teilnehmer am 1. Zionistischen Kongress (1897), wurde Mitglied der Zionistischen Organisation und trat gemeinsam mit Herzl entschieden für die Umsetzung des Basler Programms ein. Vor dem 2. Kongress war er im Auftrage Herzls in Palästina, um die seinerzeitigen Siedlungsaktivitäten zu untersuchen und zu bewerten. In seinem Bericht an den Kongress übte Motzkin Kritik an den Siedlungsmethoden von Baron de Rothschild und seinen Anhänger Chowewe Zion, denen er früher selbst angehört hatte. Er  verlangte eine politische Übereinkunft mit der türkischen Regierung.
Trotz seiner grundsätzlichen Übereinstimmung mit Herzl vertrat Motzkin beim 5. Kongress (1901) die Demokratische Fraktion. Hinsichtlich des Britischen Uganda-Programms konnte er sich zu keiner Entscheidung durchringen, so dass er sich der diesbezüglichen Debatte entzog. Antisemitismus und Judennot vor Augen, engagierte er sich in den folgenden Jahren im Abwehrkampf gegen Judenfeindlichkeit und erarbeitete historische Studien und praktische Konzepte zur Lösung unmittelbar anstehender Aufgaben.
Während des Ersten Weltkrieges leitete Motzkin das Kopenhagener Büro der Zionistischen Organisation und fungierte als Kontaktperson zwischen den zionistischen Organisationen in den Kriegsländern. 1915 fuhr er in die Vereinigten Staaten, um Geld für die jüdischen Kriegsflüchtlinge und den Emanzipationskampf der russischen Juden zu sammeln. Nach Kriegsende forderte er von der Zionistischen Organisation, den Blick auf die Wahrung der Bürgerrechte in der jüdischen Diaspora zu lenken.
1917 vertrat Motzkin in einer Veröffentlichung die Auffassung, dass es notwendig sei, die arabische Bevölkerung von Palästina, oder Eretz Israel wie er es nannte, außerhalb dieses Gebietes anzusiedeln, um die „Kolonisation“ durch Juden verwirklichen zu können. Er spielte eine führende Rolle bei der Gründung des Komitees der jüdischen Delegationen bei der Pariser Friedenskonferenz 1919. Das Komitee wurde später eine ständige Einrichtung des Völkerbundes und vertrat die Interessen des Diasporajudentums.
Motzkin betrachtete die Juden als ethnische Minderheit und vertrat jüdische Interessenverbände von 1925 bis 1933 als ständiger Delegierter beim Europäischen Nationalitätenkongress. Im gleichen Zeitraum war er Präsident der Zionistischen Weltorganisation (WZO). Nach der Machtergreifung der Nationalsozialisten engagierte sich Motzkin für die Interessen der deutschen Juden und versuchte den Völkerbund zum Einschreiten zu bewegen. Unermüdlich versuchte er politische und finanzielle Hilfen für die deutschen Juden zu erlangen. Als er 1933 in Paris starb, folgte ihm Mayer Ebner als Vizepräsident der Zionistischen Weltorganisation.
1939 erschien eine Auswahl von Motzkins Schriften und Reden (Sefer Motzkin). Die Stadt Kirjat Motzkin im Norden Israels ist ihm zu Ehren benannt.

## Veröffentlichungen
- Die Judenfrage der Gegenwart : Dokumentensammlung / Hrsg. unter der Redaktion von Leon Chasanowitsch, Judäa Verlag, Stockholm 1919.
- Posthum als Präsident des Comité des Délégations Juives (Hrsg.): Das Schwarzbuch : Tatsachen und Dokumente ; Die Lage der Juden in Deutschland 1933. Anonym erschienen. Redaktion Rudolf Olden, Paris 1934. Nachdruck der Ausgabe von 1934. Ullstein, Frankfurt 1983, ISBN 3-550-07960-5.